# Augusto Fiorentini
Pour les articles homonymes, voir Fiorentini.
Augusto Fiorentini, né le 16 juin 1929 à Ferrare et mort le 10 août 2010 à Roveré della Luna, est un haltérophile italien.
Il est médaillé de bronze en moins de 82,5 kg aux Championnats d'Europe d'haltérophilie 1951 à Milan. 
Aux Jeux olympiques d'été de 1952 à Helsinki, il termine à la treizième place.
Il est médaillé d'argent en moins de 82,5 kg aux Jeux méditerranéens de 1955 à Barcelone. 